# 리버티 파크
리버티 파크(영어: Liberty Park)는 뉴욕시 맨해튼의 세계 무역 센터에 위치한 규모 1에이커의 공원이다. 리버티 파크는 2016년 6월 29일 완공된 뒤 개원되었으며, 내셔널 셉템버 11 메모리얼 & 뮤지엄을 내려다보고 있고 차량 보안 센터 바로 위에 위치해 있다. 성 니콜라오스 그리스 정교회 성당이 공원 안에 위치해 있고, 세계 무역 센터 부지에서 인양된 프리츠 쾨니그의 더 스피어와 2011년 도우 블룸버그가 제작한 아메리카스 리스펀드 모뉴먼트 역시 공원 안에 전시되어 있다.

## 역사
리버티 파크는 2013년 차량 보안 센터가 완공된 뒤 착공했다. 리버티 파크는 차량 보안 센터의 꼭대기에 위치해 있으며, 차량 보안 센터는 허가되지 않은 차량으로부터 현장을 보호한다. 주차 시설은 16에이커의 세계 무역 센터 부지 전체를 이어주는 중앙홀 지역과 연결되어 있다. 2013년 12월 뉴욕 뉴저지 항만공사는 공원 건설에 약 5천만 달러를 할당했다. 리버티 파크는 2016년 6월 29일 완공되었고 동시에 개장했다. 2017년 8월 16일 항만공사는 공원 내에 원래 설치되었던 위치가 내려다보이는 곳에 더 스피어를 설치하였다.

## 시설

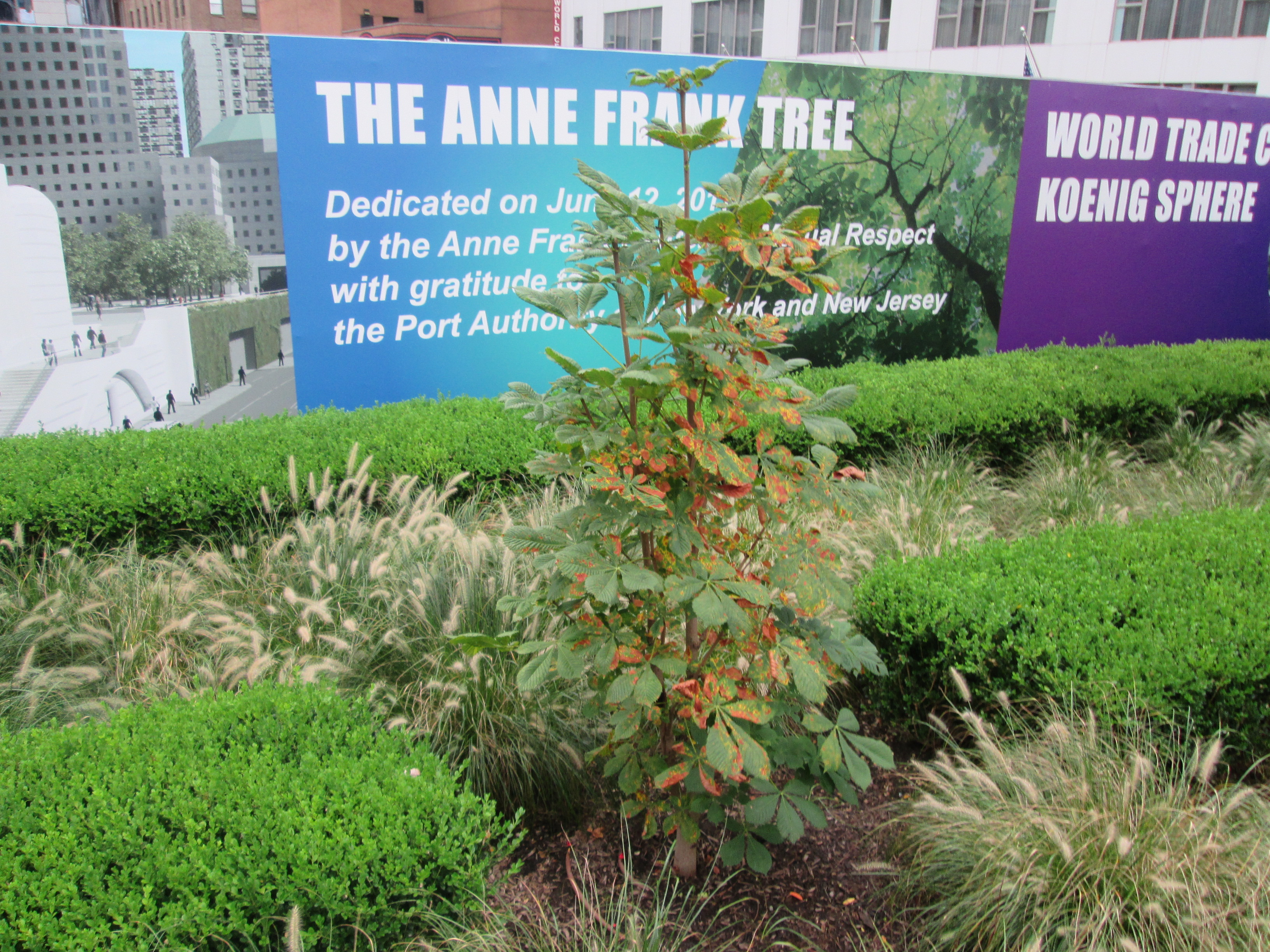
안네 프랑크 나무의 샘플

리버티 파크는 750명을 수용할 수 있으며 차량 보안 센터의 지붕에 위치해 있다. 길이 102m, 높이 6.1m의 "리빙 월"이 리버티 스트리트에 인접한 공원의 북쪽 파사드에 위치해 있다. 리버티 파크에는 826개의 패널이 있으며, 패널 위에 "페리윙클, 부귀초, 좀사철나무, 사초, 발트 담쟁이덩굴"이 자라난다. 출구는 세 개의 계단, 보행자 다리, 그리니치 스트리트로 내려가는 직선 경사로를 포함한다. 이 계단들 중 하나인 넓은 계단은 공원의 동쪽, 동쪽의 그리니치 거리와 서쪽의 교회 뒤쪽 사이에 위치해 있다. 웨스트 스트리트를 마주보는 공원의 서쪽 끝에는 나무 벤치와 원형 극장 같은 작은 고가 공간이 있다. 마지막으로, 교회 발치에는 "부드럽게 굽은 발코니" 외에도 리버티 거리의 많은 부분을 따라 "이어지는 전망대"가 있다. 안네 프랑크 나무의 견본이 리버티 파크 남동쪽 모퉁이의 경사로 옆에 위치해 있다.
5 월드 트레이드 센터는 원래 차량 보안 센터와 리버티 공원의 남쪽 가장자리에 인접하여 옛 도이치은행 빌딩 부지에 건설될 계획이었다. 뉴욕 뉴저지 항만공사는 2014년 나머지 세계 무역 센터 단지가 완공될 때까지 부지에 주상복합건물을 짓는 공사를 진행하지 않을 계획이었으며, 2021년이 되어서야 5 월드 트레이드 센터의 공사를 허가했다.
리버티 파크는 내셔널 셉템버 11 메모리얼 & 뮤지엄이 내려다보이는 공원으로 리버티 스트리트 다리와의 연결통로도 있다. 9.11 테러로 파괴된 성 니콜라오스 그리스 정교회 성당은 교통 허브를 설계한 산티아고 칼라트라바의 새로운 디자인으로 리버티 파크 내부에 2022년 12월 6일 재개장했다. 리버티 파크는 리버티 스트리트로부터 6.7 m 위에 있으며, 1에이커보다 약간 큰 규모의 공원이다.

### 더 스피어

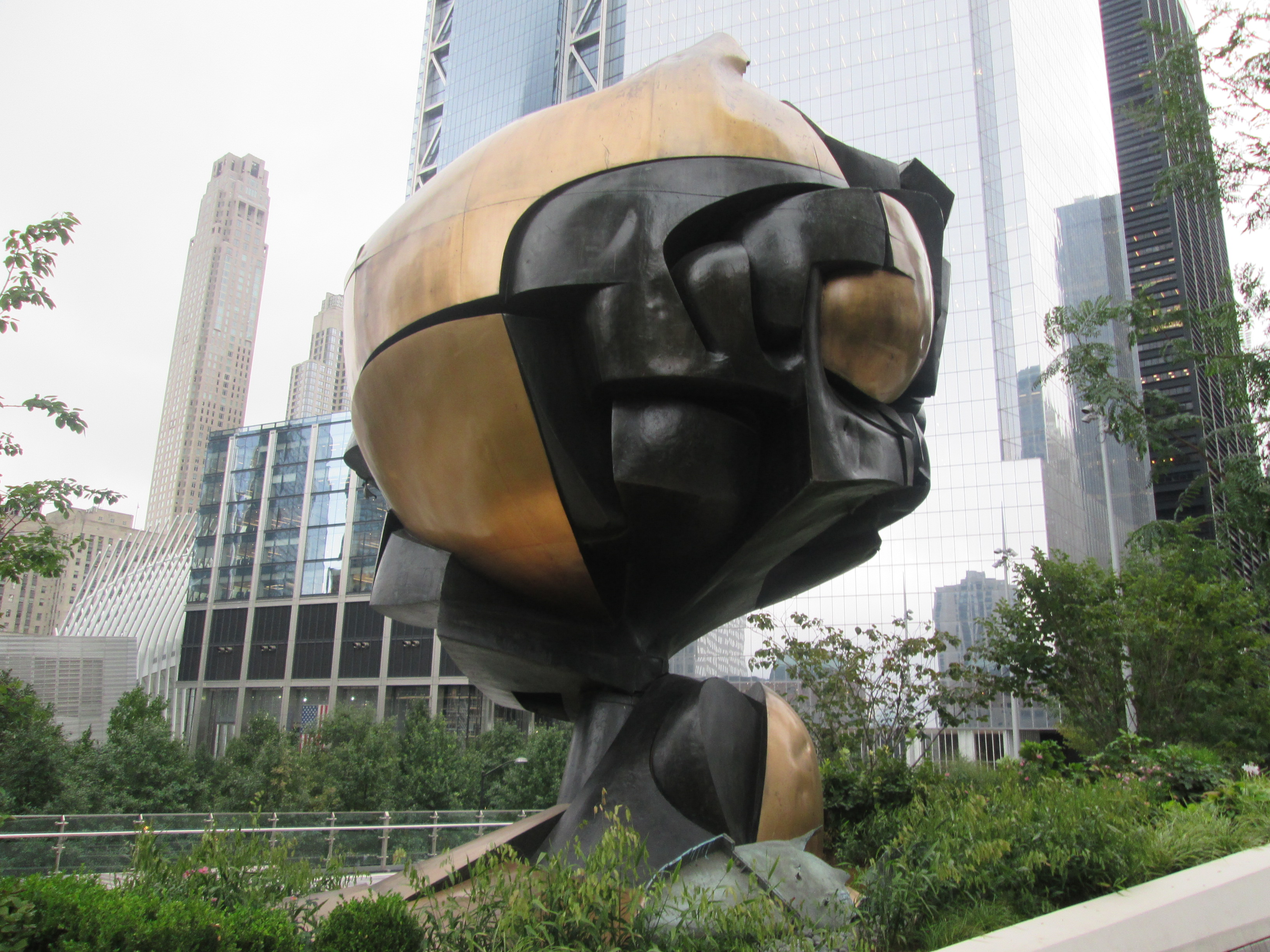
더 스피어, 2018년 9월

독일 예술가 프리츠 쾨니히가 제작한 대형 주조 청동 조각인 더 스피어는 오스틴 J. 토빈 광장에 서 있었다. 2001년 9·11 테러 이후 잔해에서 복구되었지만 눈에 띄게 손상된 더 스피어는 호프 정원(Hope Garden) 근처의 배터리 파크에 다시 세워졌다. 배터리 파크의 잔디를 복원하기 위한 공사가 시작되었을 때, 더 스피어를 소유한 뉴욕 뉴저지 항만공사는 90 웨스트 스트리트 빌딩과 세계 무역 센터 기념지 사이에 위치할 리버티 파크에 조각품을 배치하는 것을 고려했다. 리버티 파크의 건설은 2013년까지 시작되지 않았기 때문에 리버티 파크가 완공될 때까지 더 스피어를 배치할 장소가 필요했다. 2011년 2월까지 뉴욕 뉴저지 항만공사는 배터리 파크 건설이 시작되면 조형물을 어디에 배치할지에 대한 공식적인 최종 결정을 내리지 않았고 조형물을 강제로 이동시켰다. 리버티 공원이 문을 열 때까지, 더 스피어는 창고에 보관되었다.
2016년 6월 리버티 파크가 문을 열었음에도, 더 스피어에 대한 처리는 결정되지 않았다. 2016년 7월 22일 항만공사는 더 스피어를 리버티 파크로 옮기기로 의결했고, 2017년 8월 뉴욕 뉴저지 항만공사는 조각상을 리버티 파크로 이전했다. 2017년 9월 6일, 더 스피어는 세계 무역 센터 부지가 내려다보이는 리버티 파크에 자리잡았다.

### 아메리카스 리스펀드 모뉴먼트

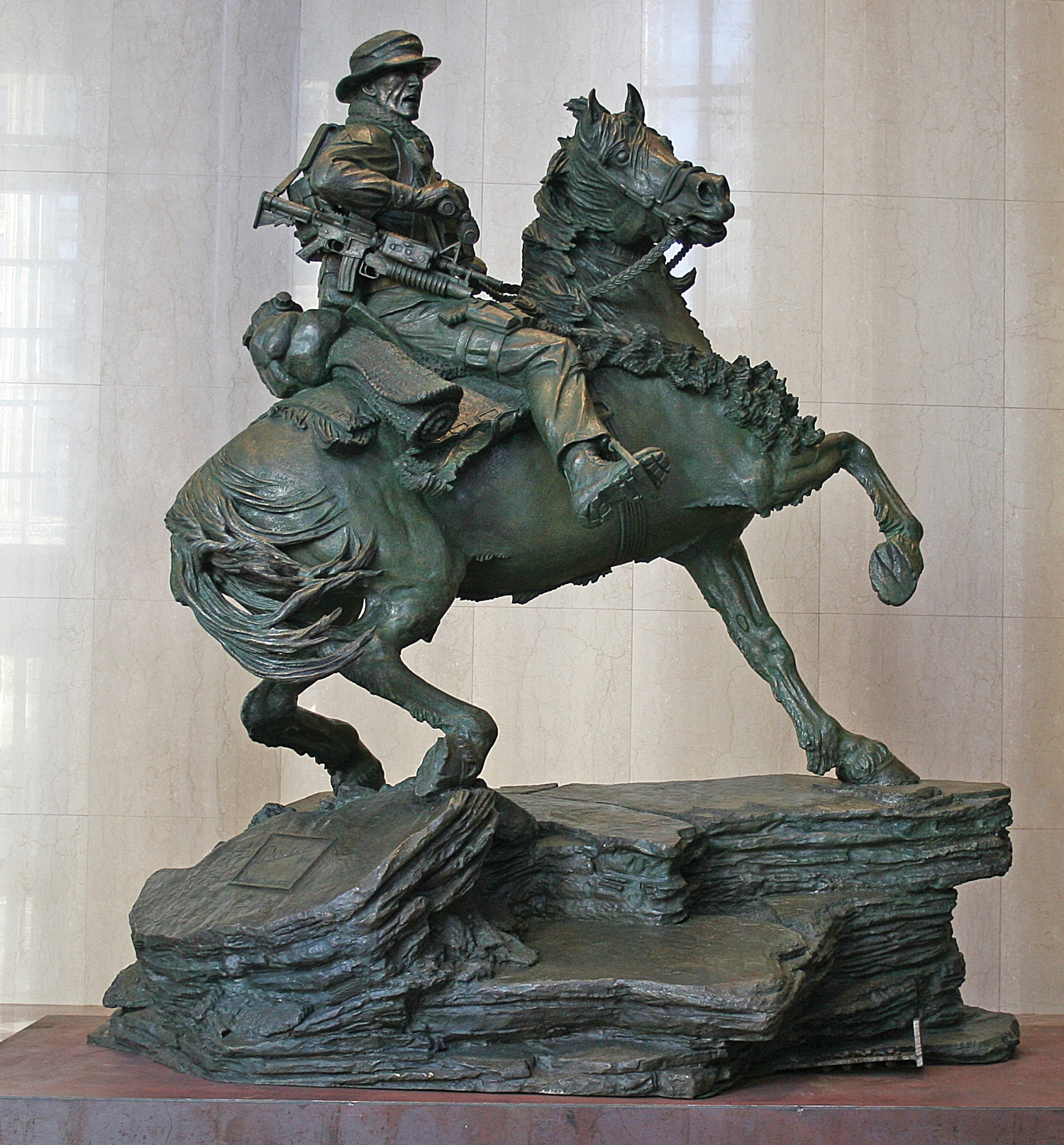
아메리카스 리스펀드 모뉴먼트

아프가니스탄 전쟁의 첫 주 동안의 미군 특수작전부대의 행동을 기념하는 실물 반 크기의 청동상인 아메리카스 리스펀드 모뉴먼트는 2011년 11월 11일 뉴욕에서 열린 재향군인의 날 퍼레이드에서 대중에게 공개되었다. 이 동상은 2011년 당시 미국 부통령이었던 조 바이든과 미국 육군 특수작전사령관이자 아프가니스탄 전쟁 초기 "대거 특수부대" 사령관이었던 존 멀홀랜드 중장이 이끄는 기념식에서 헌정되었다. 미국 육군 특수작전사령부를 대표하는 군인들이 헌정식에 참석했다.
이 조각품의 밑부분에는 아메리카스 리스펀드 모뉴먼트라는 이름과 라틴어 부제인 De Oppresso Liber가 새겨져 있다. 전통적으로 "억압받는 사람들을 해방시키기 위해"라고 번역되는 부제는 기념비에 영감을 준 그린 베레의 모토이다. 아메리카스 리스펀드 모뉴먼트에는 9·11 테러 이전의 세계 무역 센터의 강철 조각이 아래에 박혀 있다. 그것은 미국 특수부대를 기리는 최초의 공공 기념물이다.
아메리카스 리스펀드 모뉴먼트를 제작하는데 든 비용 75만 달러는 9.11 테러의 생존자들을 포함한 수백 명의 민간인들이 기부했다. 동상은 세계 무역 센터 부지 맞은편의 원 월드 파이낸셜 센터 내 웨스트 스트리트 로비에 임시로 위치해 있었다. 2016년 9월 13일 동상은 리버티 파크 내 세계 무역 센터 부지 남쪽 높은 공간에 다시 헌정되었다.

### 성 니콜라오스 그리스 정교회 성당

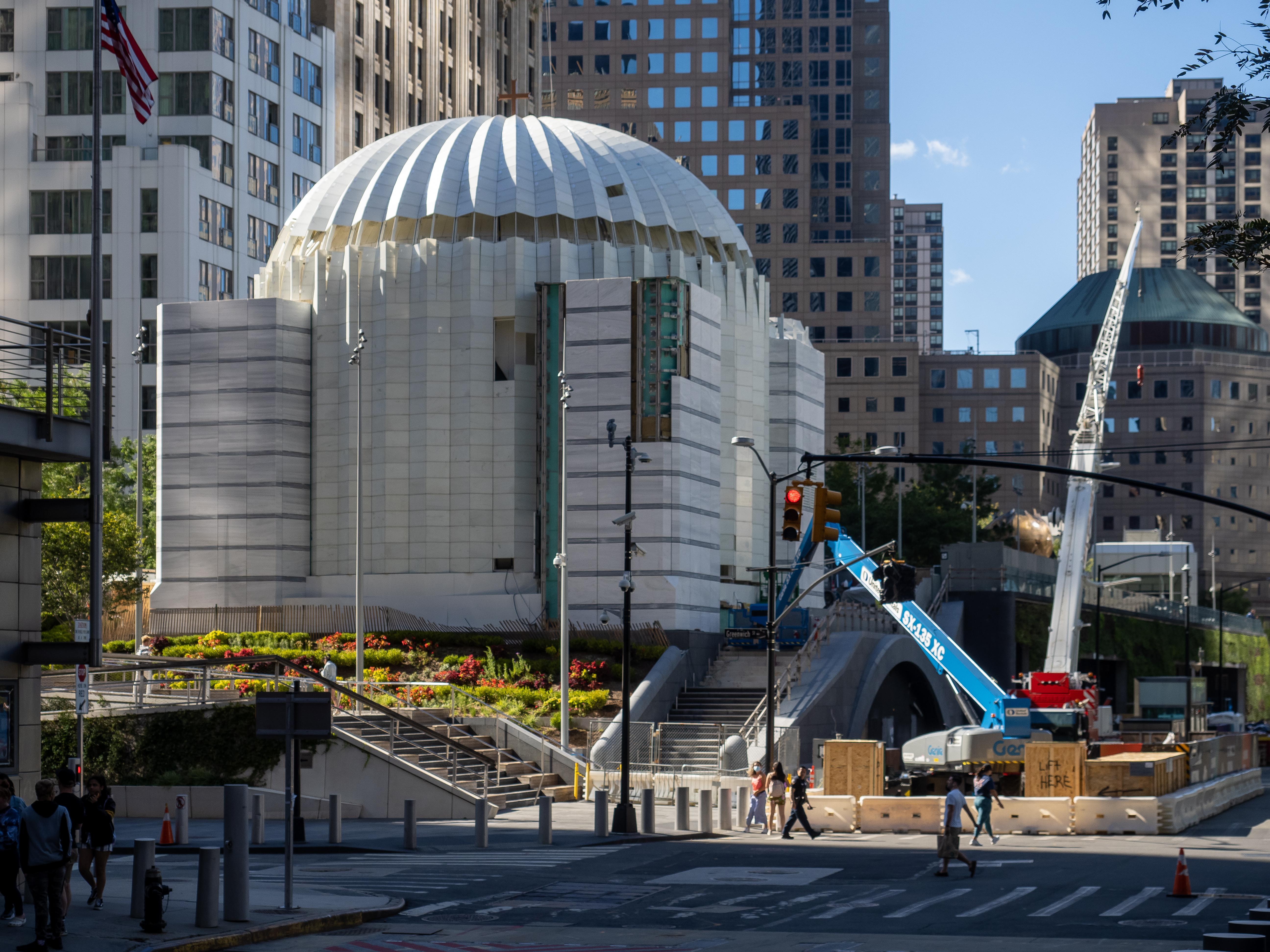
2021년 9월 당시 공사 중이던 성 니콜라오스 그리스 정교회 성당. 2022년 12월에 완공되었다.

2008년 7월 23일 뉴욕 뉴저지 항만공사는 성 니콜라오스 그리스 정교회 성당의 지도자들과 합의를 거쳐 항만공사가 교회가 차지했던 110m²부지를 2,000만 달러에 인수했고, 이 중 1,000만 달러는 항만공사에서, 나머지 1천만 달러는 JP모건 체이스가 자금을 댔다.
여기에 뉴욕 뉴저지 항만공사는 지하에 폭격 방지대를 건설하기 위해 최대 4천만 달러를 지불했다.  그러나 2009년 3월 항만공사는 교회와의 대화를 중단하고 성 니콜라오스 성당의 건축을 취소했다고 밝혔는데, 항만공사는 교회가 너무 많은 것을 요구하고 있으며, 그들이 세계 무역 센터 프로젝트 전체를 지연시킬 수도 있다고 주장했다.
건축가 산티아고 칼라트라바는 새로운 성 니콜라오스 성당을 설계하는 임무를 받았다. 칼라트라바의 계획은 이스탄불에 있는 아야 소피아 성당과 초라에 있는 카리예 박물관에서 영감을 얻었다.. 성당은 리버티 파크에 건설될 예정이었고, 새 성당의 부지는 시더 스트리트 155번지로 원래 성당이 위치했던 곳의 동쪽에 있다. 2013년을 기준으로 2014년 초 착공해 2017년 말 완공할 예정이었다. 새 성당은 2014년 초에 착공되었고, 몇 차례의 공사 지연 끝에 2022년 12월에 완공되었다.

## 교통편

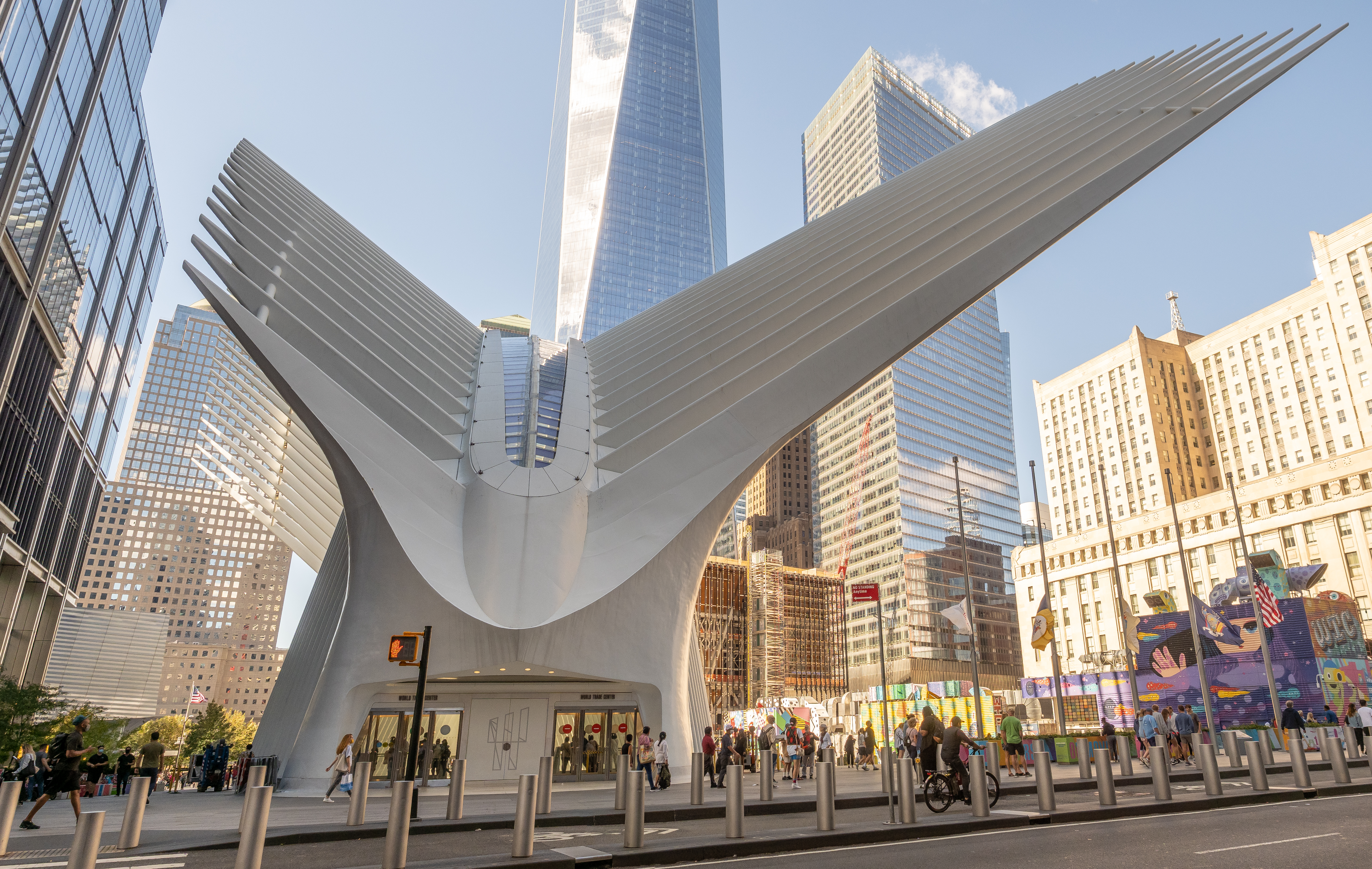
세계 무역 센터 교통 허브의 주건물인 오큘러스의 외관.

리버티 파크에서 가장 가까운 지하철역은 세계 무역 센터역 (PATH)으로, 베시 스트리트 70에 위치해 있다. 세계 무역 센터역을 통해 뉴저지주의 호보컨이나 펜실베이니아역으로 이동할 수 있다. 또한 세계 무역 센터 지하에는 세계 무역 센터 교통 허브가 설치되어 있는데, 뉴욕 지하철 1호선의 WTC 코틀랜드역과 뉴욕 지하철 N선, R선, W선의 코틀랜드 스트리트-처치 스트리트역 등이 해당 터미널에 있다. 세계 무역 센터 교통 허브를 통해 로어맨해튼의 다른 교통수단을 이용할 수도 있다. 세계 무역 센터 교통 허브의 동쪽 끝은 풀턴 센터와 연결되어 있으며, 서쪽 끝은 페리 터미널과 연결되어 있다. 남쪽의 렉터 스트리트역을 통해 어퍼맨해튼과 미들맨해튼으로 이동할 수 있다.
리버티 파크에 인접한 고속도로에는 맨해튼 헬스키친에서 배터리파크시티까지 이어주는 웨스트사이드 하이웨이가 있다. 이 외에도 세계 무역 센터 교통 허브나 베시 스트리트를 통해 배터리파크시티 페리 터미널로 갈 수 있으며, 도보로 NYC 페리가 운영하는 피어 11/월스트리트 터미널로 이동할 수 있다.